# Gorno Sahrane, Stara Zagora
Gorno Sahrane (în bulgară Горно Сахране) este un sat în comuna Pavel Banea, regiunea Stara Zagora,  Bulgaria. 

## Demografie
Componența etnică a satului Gorno Sahrane
     Turci (7,15%)
     Romi (23,79%)
     Bulgari (62,79%)
     Nicio identificare (3,37%)
     Altele (2,88%)
La recensământul din 2011, populația satului Gorno Sahrane era de 1.454 locuitori. Din punct de vedere etnic, majoritatea locuitorilor (62,79%) erau bulgari, existând și minorități de romi (23,79%) și turci (7,15%). Pentru 3,37% din locuitori nu este cunoscută apartenența etnică.